# 殷栗郡
殷栗郡（：／ Ŭnnyul gun */?）是朝鮮民主主義人民共和國黃海南道北部的一個郡，北接南浦特級市（部份是大同江水面），西北臨黃海。面積413.48平方公里。2008年人口107,997人。下分1邑、1勞動者區、21里。

## 歷史
1988年7月松串里（송관리）被劃入南浦市臥牛島區。